# Horst Möntmann
Horst Möntmann (* 21. Januar 1939) ist ein ehemaliger deutscher Fußballspieler.

## Werdegang
Der Mittelfeldspieler und Stürmer Horst Möntmann spielte für Arminia Bielefeld und wurde im Jahre 1962 mit seiner Mannschaft Westfalenmeister. Nach der erfolgreich bewältigten Aufstiegsrunde spielte die Mannschaft in der II. Division West und qualifizierte sich 1963 für die neu geschaffene Regionalliga West. Nachdem er dort in der Saison 1963/64 noch regelmäßig zum Einsatz gekommen war, wurde er in der folgenden Spielzeit nur noch selten berücksichtigt. 1965 verließ Möntmann Arminia Bielefeld mit unbekanntem Ziel. Für die Bielefelder absolvierte Möntmann 21 Spiele in der II. Division, in denen er zwei Tore erzielte, und 35 Regionalligaspiele, in denen er fünfmal traf.